# Избори за националне савете националних мањина 2014.
Избори за националне савете националних мањина су одржани 26. октобра 2014.
Национални савети бирали су се за 17 националних мањина - албанску, ашкалијску, бошњачку, бугарску, буњевачку, влашку, грчку, египатску, мађарску, немачку, ромску, румунску, русинску, словачку, словеначку, украјинску и чешку на непосредним изборима.
Три националне мањине македонска, црногорска и хрватска своје националне савете бирали су путем електорске скупштине.